# Ala-Vuottamajärvi
Ala-Vuottamajärvi är en sjö i Gällivare kommun i Lappland och ingår i Kalixälvens huvudavrinningsområde. Sjön har en area på 0,0615 kvadratkilometer och ligger 372 meter över havet.

## Delavrinningsområde
Ala-Vuottamajärvi ingår i det delavrinningsområde (748669-173392) som SMHI kallar för Utloppet av Hartijärvi. Medelhöjden är 397 meter över havet och ytan är 21,2 kvadratkilometer. Det finns inga avrinningsområden uppströms utan avrinningsområdet är högsta punkten. Hartijoki som avvattnar avrinningsområdet har biflödesordning 4, vilket innebär att vattnet flödar genom totalt 4 vattendrag innan det når havet efter 224 kilometer. Avrinningsområdet består mestadels av skog (75 procent) och sankmarker (18 procent). Avrinningsområdet har 1,47 kvadratkilometer vattenytor vilket ger det en sjöprocent på 6,9 procent.